# Криптофіти
Криптофіти (лат. Cryptophyta; також — криптомонади, криптофітові водорості) — відділ одноклітинних водоростей, що мають вторинно симбіотичні пластиди родофітного типу, з нуклеоморфом. Розповсюджені переважно в прісній воді, також інколи населяють морську або солонувату воду. Кожна клітина розмірами близько 10-50 мкм, мають пласку форму. Мають два неоднакові джгутики. Деякі види — міксотрофи.

## Місце у природі
Криптомонади є типовими представниками планктону, рідше вони трапляються в мулі солених озер й серед детриту у прісних водоймах. Вони займають видне положення у оліготрофних, помірних й високоширотних, прісних й морських водах. Більшість криптомонад трапляються в широкому температурному діапазоні, однак декотрі види Rhadomonas відносять до стенотермів[прояснити]. Серед стенотермних представників є кріофільні види, здатні вегетувати на поверхні льоду та снігу. Криптофіти відіграють важливу роль у холодних водах, особливо — зимою й ранньою весною. Наприклад, вони можуть домінувати у весняному цвітінні фітопланктону у Північному морі, де, можливо, є важливою ланкою у харчових ланцюгах. Локалізовані цвітіння, викликані розвитком криптомонад, трапляються в антарктичних водах. Цвітіння корелюють із припливом талої води. У вкритих льодом озерах Антарктиди види криптомонад можуть домінувати в альгофлорі, утворюючи більше 70 % біомаси фітопланктону. Дуже рідко криптомонади трапляються в океанічних водах за температури 22 °C й вище. Вони відсутні в гарячих джерелах і гіперсолоних водах.
Прісноводні представники знаходять місце у штучних і природних водоймах зі стоячою водою — відстійниках, ставках (біологічних, технічних, рибоводних), рідше трапляються у водосховищах й озерах. В озерах вони утворюють великі популяції на глибині 15-23 м, на межі багатих і бідних киснем шарів води, де рівень освітленості значно нижчий, ніж поблизу поверхні.

## Біохімічні особливості
Для фотоавтотрофних криптофітових характерні хлорофіли а та с, α- та ε-каротини, фікобілінові пігменти — фікоціанін та фікоеритрин, ксантофіли лютеїнового ряду (лютеїн, віолаксантин, зеаксантин) та специфічні ксантофіли (алоксантин, крококсантин, монадоксантин). Кількісні співвідношення пігментів у різних родів варіюють у широкому діапазоні. Це обумовлює велику різноманітність забарвлення криптофітових водоростей. Так, хлоропласти можуть бути червоними, блакитними, жовтими, коричневими, зеленими. Вторинно гетеротрофні представники безбарвні.
Основний продукт асиміляції — крохмаль, який відкладається у перипластидному просторі, часто — поблизу піреноїда. Крохмаль містить більше амілопектину (розгалужені із {\displaystyle \alpha }-1,4- та {\displaystyle \alpha }-1,6-зв'язками), ніж амілози (лінійні ланцюги із {\displaystyle \alpha }-1,4-зв'язками). Барвником такого крохмалю є йод, який дає червоне забарвлення[джерело?]. Додатковий асимілят — олія.
Трапляються автотрофи, гетеротрофи (сапротрофи, фаготрофи) й міксотрофи. Більшість з них споживають кобаламіни та тіамін, деякі потребують біотину. Криптомонади можуть використовувати амоній й органічні джерела азоту, але морські представники менш здатні до перетворень нітратів у нітриди у порівнянні із іншими водоростями. Органічні речовини стимулюють ріст криптомонад. Для безбарвних й для забарвленого Cryptomonas ovata характерна фаготрофність. Забарвлений у синьо-зелений колір Cryptomonas pachmanni живиться міксотрофно. Для захоплення й утримання бактеріальних клітин утворюються спеціалізовані вакуолі. Бактерії затягуються до вакуолі через маленьку пору в глотці, де відсутні перипластні пластинки. Травляться вони у невеликих вакуолях.

## Цитологічні особливості
Клітини криптофітових звичайно дорзовентральні, на передньому кінці косо зрізані, мають глибоку чи невелику глотку, два гетероконтні джгутики, що відходять від дорзального (спинного) боку глоткового отвору. При основі глотки у прісноводних видів є одна-дві, рідше п'ять-вісім скоротливих вакуолей. На вентральному боці розташовується вузька поздовжня борозенка.
Клітинні покриви представлені перипластом. Він складається з плазмалеми, яка з внутрішнього боку несе прямокутні чи полігональні білкові платівки, що прикріплюються до плазмалеми за допомогою білкових шипів. На зовнішньому боці плазмалеми зазвичай є шар зовнішніх білкових платівок, що за формою повторюють внутрішні. Платівки утворюють правильні ряди, які надають клітинним покривам криптофітових характерної поздовжньої посмугованості. Під перипластом розташовані трихоцисти. Великі трихоцисти звичайно вистилають глотку, дрібні — розсіяні під усією поверхнею клітини.
Ядро розташовується в задній частині клітини, має досить велике ядерце. Зовнішня ядерна мембрана безпосередньо переходить у зовнішню мембрану хлоропласта. Центріолі відсутні, їх функцію виконують базальні тіла джгутиків та ризопласти. Хромосоми в інтерфазі перебувають у конденсованому стані. Кількість хромосом у криптомонад велика — від 40 до 210. У метафазі хромосоми сполучаються у масивну пластинку. У ній утворюються канали, вільні від хроматину, через які проходять мікротрубочки веретена. Мітоз відкритий, починається після ділення хлоропласту, ядро не зникає, а центріолі, мабуть, відсутні.
Зазвичай у клітині є один-два великі пристінні хлоропласти, вкриті чотиримембранною оболонкою. Дві зовнішні мембрани утворюють хлоропластну ендоплазматичну сітку. Зовнішня мембрана хлоропластного ендоплазматичного ретикулюму безпосередньо переходить у зовнішню мембрану ядра. Перипластидний простір між двома зовнішніми та двома внутрішніми мембранами хлоропласта містить крохмаль та особливу органелу — нуклеоморф. Від перипластидного простору нуклеоморф відмежований подвійною мембраною, яка, подібно до ядерної, має пори та містить ДНК та РНК.
Тилакоїди у хлоропласті зібрані парами. На внутрішніх боках кожної пари локалізовано фікобілінові пігменти, які, проте, не організовані у фікобілісоми. Більшість криптофітових мають великий піреноїд напівзануреного типу. У зоні перипластидного простору, що безпосередньо прилягає до піреноїда, відкладається крохмаль. У деяких криптофітових у хлоропласті є вічко, положення якого не зкоординовано із джгутиковим апаратом. Вторинні гетеротрофи безбарвні, але зберігають редуковану пластиду — лейкопласт.
Мітохондріальний апарат представлений двома великими мітохондріями — дорзальною та вентральною. Обидві мають пластинчасті кристи.
Монадні клітини дводжгутикові, джгутики злегка гетероконтні, спрямовані вперед. На довшому джгутику мастигонеми розташовуються у два ряди, на коротшому вони однорядні. У перехідній зоні джгутики мають по дві поперечні платівки.
Специфічними органелами криптофітових є тільця Мопа — великі, добре помітні одномембранні структури, що розташовані поблизу глотки й містять переважно залишки трихоцист. Припускають, що тільця Мопа є гомологами лізосом і їх функція полягає в перетравленні надлишкових трихоцист. Звичайно між глоткою та тільцями Мопа розташовується один комплекс Гольджі.

## Типи структури тіла
Майже всі криптофітові водорості мають монадний тип структури тіла (одноклітинні організми з рухливими джгутиками). Переважна більшість видів здатна втрачати джгутики, вкриватися шаром слизу й переходити у пальмелевидний стан.

## Розмноження та життєві цикли
Основний спосіб розмноження криптомонад — вегетативний, шляхом ділення клітини надвоє за допомогою борозни у поздовжньому напрямку в рухливому стані. При цьому випинання плазмалеми починаються з заднього кінця клітини. Клітина, яка ділиться, частіше зберігає рухливість. Максимальна швидкість росту для багатьох криптомонад — одне ділення на день за температури близько 20 °C. Дефіцит азоту й надлишкове освітлення стимулюються утворення стадій спокою. Цисти, що перебувають у спокої, оточені товстим екстрацелюлярним матриксом.
У одного виду (Proteomonas sulcata) описаний гаплодиплофазний життєвий цикл з гетероморфною зміною поколінь, у якому диплоїдна та гаплоїдна стадії — джгутикові. Ці стадії відрізняються одна від одної розмірами клітин, структурою перипласту, конфігурацією джґутикового апарату.
У Chroomonas acuta спостерігався хологамний статевий процес, у якому вегетативні клітини функціонують як гамети. Злиття клітин відбувається на черевній стороні, причому задній кінець однієї клітини прикріпляється до середини іншої. Коли клітини повністю зливаються, формується чотирьохджґутикова зигота, яка потім ділиться (перше ділення, можливо, мейотичне).

## Система відділу
На початку XXI-го сторіччя всі криптофітові включали до одного класу — Cryptophyceae та одного порядку — Cryptomonadales. Характерними представниками вважали роди Cryptomonas, Rhodomonas та Chilomonas.
Електронно-мікроскопічні та молекулярно-біологічні дослідження показали, що частина безбарвних водоростей, яких традиційно відносили до криптофітових (зокрема, родина Katablepharidaceae), мають не пластинчасті, а трубчасті мітохондріальні кристи, що стало підставою для підвищення їх таксономічного рангу. 